# Tour de Lombardie 2008
La 102e édition du Tour de Lombardie a eu lieu le 18 octobre 2008. Elle a été remportée par l'Italien Damiano Cunego (Lampre), vainqueur des éditions 2004 et 2007. Janez Brajkovič et Rigoberto Urán complètent le podium.

## Équipes participantes et favoris
Si Davide Rebellin et son équipe ont déclaré forfait pour la course, à la suite du contrôle positif à la CERA de son ex-coéquipier, Bernhard Kohl, beaucoup de grands noms seront au départ de Varèse, à commencer par le champion olympique, Samuel Sánchez, venant de prolonger son contrat avec Euskaltel-Euskadi, l'Espagnol avait déjà terminé second en 2006, et troisième en 2007.
Après une saison marquée par d'excellentes « Ardennaises », avec une victoire à l'Amstel Gold Race, mais un passage raté sur le Tour, notamment à Prato Nevoso, Damiano Cunego souhaite briller sur une course qu'il s'est adjugé à deux reprises (2004 et 2007), il sera donc présent afin de défendre son titre et viser le triplé, accompagné du récent champion du monde, Alessandro Ballan, septième du dernier Tour du Piémont. Au contraire de Riccardo Riccò, son dauphin, absent puisqu'il purge une suspension de deux ans à la suite de son contrôle positif à l'EPO lors de la « Grande Boucle ».
L'année dernière, l'épreuve s'était très bien passée pour Cadel Evans, puisque c'était à l'issue de celle-ci qu'il avait remporté le classement ProTour, il bénéficiera du rang de favori, et sera cette fois-ci aidé par Matthew Lloyd ainsi que Yaroslav Popovych. Au même titre que le jeune Giovanni Visconti, neuvième l'an passé. Le régulier Alexandr Kolobnev, qui, après maintes places d'honneures, attend de décrocher enfin une grande classique, il pourra néanmoins compter sur le soutien de l'expermimenté Karsten Kroon.
D'autres coureurs peuvent briller, comme Gilberto Simoni, Stefano Garzelli, Rinaldo Nocentini, Leonardo Bertagnolli, Robert Gesink, Janez Brajkovič, John Gadret, Maxime Monfort, Luca Mazzanti, Michael Rogers ou Kanstantsin Siutsou.
Attention également à l'équipe Barloworld, avec Christian Pfannberger, mais aussi Mauricio Soler, et Enrico Gasparotto. La Caisse d'Épargne lance de bonnes armes, grâce à la présence de Joaquim Rodríguez, Rigoberto Urán, et enfin Daniel Moreno.

## Parcours
Le parcours est le même que l'édition précédente, franchissant les bords des lacs de Varèse, de Lugano, et de Côme, alors que le départ est donné à Varèse, pour une distance totale de deux-cent-quarante-deux kilomètres.
Avec trois difficiles ascensions en fin de course, les coureurs se battent pour la victoire dans le légendaire sanctuaire de la Madonna del Ghisallo (6,2 % de moyenne), puis dans le Civiglio (7,2 % de moyenne), et dans la montée de San Fermo della Battaglia (6,8 % de moyenne). Attention aux tortueuses et étroites descentes menant le peloton à Côme, susceptibles de provoquer des chutes.

## Récit de la course
C'est d'abord une échappée de onze coureurs qui se forme en matinée, composée entre autres par Chris Anker Sørensen, Michael Rogers, Luca Paolini, Pablo Lastras, Enrico Gasparotto, Francesco Bellotti, Valerio Agnoli, Davide Viganò, Mauro Santambrogio, et Matteo Bono. Ils ne sont plus que quatre à suivre dans la Madonna del Ghisallo : Rogers, Lastras, Agnoli, et Santambrogio. Derrière, la Lampre contrôle avec Sylwester Szmyd et Alessandro Ballan qui se sacrifient pour leur « leader », Damiano Cunego.
Sørensen, revient et tente de partir, alors qu'il est rejoint par quelques autres coureurs, dont Stefano Garzelli ou Jurgen Van Goolen. Le peloton qui ne compte plus qu'une trentaine de cyclistes réagit néanmoins et reprend tout le monde. Le Civiglio voit le Néerlandais Karsten Kroon accèlérer à son tour, dans le but d'user les adversaires d'Alexandr Kolobnev. C'est ensuite Christopher Horner qui part à l'offensive avec Francesco Failli, et Cunego en personne. Daniel Moreno ne parvient pas à faire le bond, alors que Samuel Sánchez, descendeur confirmé, sort dans la descente technique, suivi par quelques autres comme Matteo Tosatto.
San Fermo della Battaglia, ascension finale désigne donc le vainqueur de la « Classique des feuilles mortes ». Cunego porte son attaque décisive, et aucun ne peut le suivre. C'est pour la seconde place que Rigoberto Urán, accompagné par Janez Brajkovič se disputent un long combat revenant finalement au Slovène levant les bras, savourant probablement sa deuxième place. Damiano Cunego lève lui, le poing, ainsi que ses trois doigts représentant trois victoires sur l'épreuve, puisqu'il l'avait déjà enlevée en 2004 et 2007.
Le deuxième groupe des poursuivants arrive à trente-trois secondes, réglé par Giovanni Visconti,,.

## Classement final
|     | Coureur            | Équipe                |    | Temps           |
| --- | ------------------ | --------------------- | -- | --------------- |
| 1.  | Damiano Cunego     | Lampre                | en | 5 h 37 min 04 s |
| 2.  | Janez Brajkovič    | Astana                | à  | 24 s            |
| 3.  | Rigoberto Urán     | Caisse d'Épargne      |    | 24 s            |
| 4.  | Giovanni Visconti  | Quick Step-Innergetic |    | 33 s            |
| 5.  | Karsten Kroon      | Team CSC-Saxo Bank    |    | 33 s            |
| 6.  | Mauro Finetto      | CSF Group Navigare    |    | 33 s            |
| 7.  | Christopher Horner | Astana                |    | 33 s            |
| 8.  | Stefano Garzelli   | Acqua & Sapone        |    | 33 s            |
| 9.  | Morris Possoni     | Team Columbia         |    | 33 s            |
| 10. | Francesco Failli   | Acqua & Sapone        |    | 33 s            |

## Liste des participants
| Lampre | Acqua & Sapone | AG2R La Mondiale |
| - 01. Damiano Cunego - 02. Alessandro Ballan - 03. Francesco Gavazzi - 04. Paolo Tiralongo - 05. Sylwester Szmyd - 06. Matteo Bono - 07. Marco Marzano - 08. Mauro Santambrogio          | - 11. Massimo Codol - 12. Francesco Failli - 13. Stefano Garzelli - 14. Andrea Masciarelli - 15. Francesco Masciarelli - 16. Simone Masciarelli - 17. Giuseppe Palumbo - 18. Luca Paolini | - 21. Rinaldo Nocentini - 22. Philip Deignan - 23. John Gadret - 24. Julien Loubet - 25. Rene Mandri - 26. Tanel Kangert - 27. Jean-Charles Sénac - 28. Ludovic Turpin                |
| Astana | Barloworld | Bouygues Telecom |
| - 31. Janez Brajkovič - 32. Christopher Horner - 33. Benoît Joachim - 34. Roman Kireyev - 35. Berik Kupeshov - 36. Grégory Rast - 37. Michael Schär - 38. Andrey Zeits                   | - 41. John-Lee Augustyn - 42. Francesco Bellotti - 43. Diego Caccia - 44. Giampaolo Cheula - 45. Steve Cummings - 46. Enrico Gasparotto - 47. Christian Pfannberger - 48. Mauricio Soler  | - 51. Giovanni Bernaudeau - 52. Olivier Bonnaire - 53. Yohann Gène - 54. Erki Pütsep - 55. Perrig Quéméneur - 56. Thomas Voeckler                                                     |
| Caisse d'Épargne | Cofidis | CSF Group Navigare |
| - 61. Anthony Charteau - 62. Imanol Erviti - 63. Pablo Lastras - 64. Alberto Losada - 65. Marlon Alirio Pérez Arango - 66. Joaquim Rodríguez - 67. Rigoberto Urán - 68. Daniel Moreno    | - 71. Florent Brard - 72. Jean-Eudes Demaret - 73. Nicolas Hartmann - 74. Yann Huguet - 75. Sébastien Minard - 76. Maxime Monfort - 77. Staf Scheirlinckx - 78. Alexandre Blain           | - 81. Domenico Pozzovivo - 82. Francesco Tomei - 83. Fortunato Baliani - 84. Filippo Savini - 85. Mauro Finetto - 86. Marco Frapporti - 87. Federico Canuti - 88. Maximiliano Richeze |
| Euskaltel-Euskadi | La Française des jeux | Garmin Chipotle |
| - 91. Samuel Sánchez - 92. Javier Aramendia - 93. Josu Agirre - 94. Aitor Hernández Gutiérrez - 95. Markel Irizar - 96. Íñigo Landaluze - 97. Alan Pérez Lazaun - 98. Iván Velasco       | - 101. Mikaël Cherel - 102. Timothy Gudsell - 103. Matthieu Ladagnous - 104. Anthony Roux - 105. Jelle Vanendert                                                                          | - 111. Steven Cozza - 112. Tom Danielson - 113. Huub Duyn - 114. Lucas Euser - 115. Michael Friedman - 116. Daniel Martin - 118. David Zabriskie                                      |
| Liquigas | Quick Step | Rabobank |
| - 121. Valerio Agnoli - 122. Leonardo Bertagnolli - 123. Kjell Carlström - 124. Vladimir Miholjević - 125. Matej Mugerli - 126. Vincenzo Nibali - 127. Andrea Noè - 128. Gorazd Štangelj | - 131. Kevin Hulsmans - 132. Mauro Facci - 133. Alessandro Proni - 134. Leonardo Scarselli - 135. Andrea Tonti - 136. Matteo Tosatto - 137. Davide Viganò - 138. Giovanni Visconti        | - 141. Bram de Groot - 142. Rick Flens - 143. Koos Moerenhout - 144. Bauke Mollema - 145. Paul Martens - 146. Grischa Niermann - 147. Pieter Weening - 148. Robert Gesink             |
| Saunier Duval-Scott | Serramenti PVC Diquigiovanni | Silence-Lotto |
| - 151. Rubens Bertogliati - 152. Raivis Belohvoščiks - 153. Ermanno Capelli - 155. Manuele Mori - 156. Ángel Gómez - 157. Hector González - 158. Josep Jufré                             | - 161. Gilberto Simoni - 162. Niklas Axelsson - 163. Roger Beuchat - 164. Danilo Hondo - 165. Gabriele Missaglia - 166. Michele Scarponi - 167. Nazareno Rossi - 168. Roberto Traficante  | - 171. Mario Aerts - 172. Christophe Brandt - 173. Dario Cioni - 174. Cadel Evans - 175. Matthew Lloyd - 176. Yaroslav Popovych - 177. Wim Van Huffel - 178. Johan Vansummeren        |
| Team Columbia | Team CSC | Team Milram |
| - 181. Michael Barry - 182. Scott Davis - 183. Craig Lewis - 184. Marco Pinotti - 185. Morris Possoni - 186. Michael Rogers - 187. Kanstantsin Siutsou                                   | - 191. Chris Anker Sørensen - 192. Alexandr Kolobnev - 193. Volodymyr Gustov - 194. Gustav Larsson - 195. Jason McCartney - 196. Jurgen Van Goolen - 197. Karsten Kroon                   | - 201. Luca Barla - 202. Sergio Ghisalberti - 202. Martin Velits - 204. Brett Lancaster - 205. Andriy Grivko - 206. Matej Jurčo - 207. Sebastian Schwager - 208. Fabio Sabatini       |
| Tinkoff Credit Systems | | |
| - 211. Sergueï Klimov - 212. Evgueni Petrov - 213. Walter Pedraza - 214. Nikita Eskov - 215. Luca Mazzanti - 216. Mikhail Ignatiev - 217. Pavel Brutt - 218. Alexander Serov             | | |